# Зал чекання

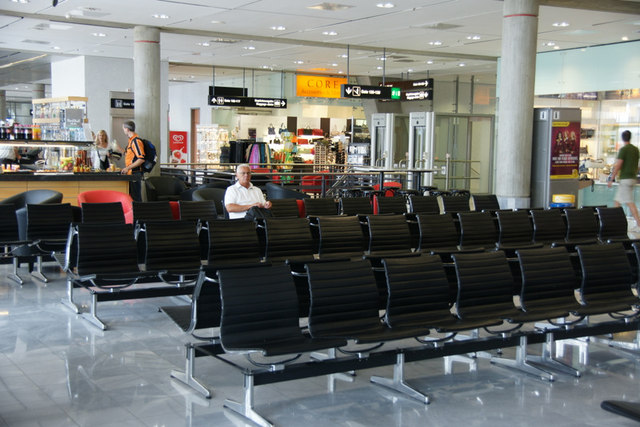
Зала вильоту в аеропорту Штутгарта

За́ла очі́кування — місце на вокзалі, обладнане для тривалого перебування очікувальників (пасажирів). Одне з найважливіших приміщень в структурі будівлі. Є невід'ємною частиною автостанції, аеропорту, вокзалу, порту.
Може проектуватися як окреме приміщення або у складі загального пасажирського залу. В останньому випадку зала очікування об'єднують з вестибюлем і касовою залою. При цьому, приміщення прийнято розділяти на функціональні зони за допомогою рекламних стендів, торговельних павільйонів, меблів та іншими способами.
На території великих вокзалів зали чекання можуть створюватися для окремих категорій пасажирів (транзитних, пасажирів з дітьми тощо). Вони часто безпосередньо або опосередковано з'єднуються з вестибюлем, буфетами, виходами на перон тощо. При проектуванні внутрішнього простору вокзалів задача поділу пасажиропотоків є однією з найважливіших.
Зали чекання зазвичай обладнані значною кількістю крісел (лавок), іншими меблями (столики, дивани тощо). Сучасні зали очікування нерідко забезпечені електронними табло та іншими засобами оперативної інформації, точками доступу Wi-Fi. Пасажири користуються подібними приміщеннями безкоштовно. При цьому, користування залами очікування підвищеної комфортності може бути безкоштовним тільки для певних категорій пасажирів.

## Інші
Приміщення для чекання влаштовують і в адміністративних установах, лікарнях. Щодо них зазвичай вживається термін «чека́льня».